# João Gastão de Orleães
João Gastão de Orleães, Duque de Valois (em francês:  Jean Gaston d'Orléans, Duc de Valois; 17 de agosto de 1650 – 10 de agosto de 1652) foi um príncipe francês e Neto de França (em francês:  petit-fils de France). Era membro da Casa de Orleães.

## Biografia
Nascido no Palácio de Orleães, o atual Palácio do Luxemburgo em Paris, ele foi o primeiro e único filho nascido do casamento dos duques de Orleães, Gastão, Duque de Orleães e Margarida de Lorena. Seu pai era o irmão mais novo de Luís XIII de França o que fazia de João Gastão primo co-irmão de Luís XIV.
Lhe foi outorgado o título de Duque de Valois, título que pertencia ao apanágio de seu pai.
Como Neto de França ele poderia usar o tratamento de Alteza Real e, desde o seu nascimento, era o quarto varão do reino após Luís XIV, o Duque de Anju e o seu pai, Gastão.
O seu nascimento foi profundamente celebrado pela sua meia-irmã mais velha, Ana Maria Luísa de Orleães, la Grande Mademoiselle que encomendou uma grande sessão de fogo de artifício em Paris para celebrar o seu nascimento. Ele foi adorado pela Grande Mademoiselle apesar de ter uma saúde frágil; João Gastão nunca conseguiu nem andar nem falar e tinha uma perna torta que era atribuída ao fato das mentiras da Duquesa de Orleães ao longo de toda a gravidês.
O pequenino duque de Valois morreu no Palácio de Orleães de diarreia, tendo sido profundamente chorado pelos seus pais e meia irmã. Foi sepultado na Basílica de São Dinis nos arredores de Paris, a tradicional necrópole da Casa de Bourbon. O Ducado de Valois reverteu para seu pai, que veio a morrer em 1660, altura em que o ducado de Orleães reverteu para a Coroa. O Duque de Anjou (já aqui referido), irmão de Luís XIV, tornou-se então Duque de Orleães.

## Títulos, estilos honras e armas
- 17 de agosto de 1650 – 10 de agosto de 1652 Sua Alteza Real o duque de Valois (Monseigneur le duc de Valois)